# Kid Abelha
Kid Abelha (également connu sous le nom de Kid Abelha e os Abóboras Selvagens entre 1982 et 1988) est un groupe brésilien de pop rock, originaire de Rio de Janeiro, actif entre 1981 et 2006, puis 2011 et 2013. Il connaît le succès dans le pays à partir des années 1980.

## Histoire
En 1981, Paula Toller rencontre Leoni à l'université. Ils étudient tous deux à la PUC-Rio et commencent à se fréquenter. Paula commence à assister aux répétitions du groupe Chrisma, formé par Leoni (chant et basse), Beni Borja (batterie) et Pedro Farah (guitare). Les garçons invitaient toujours Paula à rejoindre le groupe, mais elle refusait toujours, prétextant sa timidité. Ses visites aux répétitions la motivent à chanter. George Israel, quant à lui, est vu jouant du saxophone à Búzios, Rio de Janeiro, et est invité par un ami de Leoni à rencontrer le groupe qu'il dirigeait. 
En 2011, le groupe revient avec la tournée Glitter de Principante, célébrant le 30e anniversaire de sa carrière. Le groupe est l'une des attractions du Maceió Music Festival (MMF), l'un des plus grands festivals de musique du nord-est, qui a rassemblé plus de 45 000 spectateurs. À cette occasion, Paula Toller et ses collègues de Kid Abelha partageront la soirée avec CPM 22, Pitty, Deslucro, Diogo Nogueira, Oxe! et Fernanda Guimarães,. Le 28 avril 2012, le groupe enregistre un spécial pour célébrer le 30e anniversaire de sa carrière, qu'il fêtera le 13 novembre, date de son premier concert professionnel, lors d'un spectacle dans la ville de Rio de Janeiro retransmis en direct sur la chaîne de télévision Multishow, avec un gâteau d'anniversaire à la fin et la participation de la Bateria da Escola de Samba Mangueira. L'enregistrement du concert donne lieu à un DVD commémoratif, avec des enregistrements de la tournée Glitter de Principiante, qui débute à Curitiba en 2011.
Après s'être reformés, Paula Toller, George Israel et Bruno Fortunato annoncent que le groupe ferait une nouvelle pause afin de se consacrer à leurs projets personnels. Paula utilise même sa page Twitter pour s'adresser à ses fans : « Chers amis, je pense que les plaintes, les pleurs et même les malédictions concernant la fin de la tournée sont des signes d'amour. Les vagues vont et viennent. Lóviu all ! » écrit-t-elle. Paula Toller annonce en avril, dans une interview au magazine Quem, que le groupe met fin à la tournée.
Le 22 avril 2016, Kid Abelha annonce sur sa page Facebook qu'il s'arrête en 2013 : « L'envie d'expérimenter d'autres façons de créer et l'usure naturelle de tant de temps passé ensemble nous ont conduits à cette décision. Nous avons opté pour une fin en douceur, en évitant le sensationnalisme ». 

## Discographie

### Albums studio
- 1984 : Seu Espião
- 1985 : Educação Sentimental
- 1987 : Tomate
- 1989 : Kid
- 1991 : Tudo É Permitido
- 1993 : Iê Iê Iê
- 1996 : Meu Mundo Gira em Torno de Você
- 1998 : Autolove
- 2000 : Coleção
- 2001 : Surf
- 2005 : Pega Vida